# Campeonato Paulista de Futebol Feminino de 2002
O Campeonato Paulista de Futebol Feminino de 2002 foi a décima e 10.ª edição deste campeonato, que neste ano tiveram duas competições distintas, que hoje são reconhecidas. A primeira competição foi organizada pela FPF e a segunda pela Liga Estadual de Futebol Feminino, onde Portuguesa e Ferroviária foram as campeãs.

## Campeonato da FPF
Aparentemente jogado em 2 grupos de 6, onde os demais participantes são desconhecidos.

### Participantes
| - Capivariano - Inter de Limeira - Nacional-SP - Palmeiras - Palestra de São Bernardo - Portuguesa - São Bento |

### Final
17 de dezembro - Portuguesa  5-1  Palmeiras

### Premiação
| Campeonato Paulista de Futebol Feminino de 2002 - FPF |
| ----------------------------------------------------- |
| Portuguesa Campeã (3° título)                         |

## Campeonato da LPFM

### Premiação[1]
| Campeonato Paulista de Futebol Feminino de 2002 - LPFM |
| ------------------------------------------------------ |
| Ferroviária Campeã (1° título)                         |